# Liste d'œuvres d'art public à Honfleur
 (janvier 2021).
Pour un article plus général, voir Liste d'œuvres d'art public dans le Calvados.
Cet article recense les œuvres d'art dans l'espace public d'Honfleur, en France.

## Liste
Les œuvres sont classées par ordre chronologique d'installation, dans la mesure des informations disponibles.

### Sculptures
| Œuvre                                 | Auteur                   | Localisation                                                                        | Notes | Installation | Coordonnées                      | Illustration                                                                                    |
| ------------------------------------- | ------------------------ | ----------------------------------------------------------------------------------- | --- | ------------ | -------------------------------- | ----------------------------------------------------------------------------------------------- |
| Buste d'Eugène Boudin                 | À déterminer             | Intersection de la rue aux Chats et la rue Bourdet                                  | Représente Eugène Boudin. | À déterminer | 49° 25′ 00″ nord, 0° 14′ 00″ est | Image manquante                                                                                 |
| Buste d'Eugène Boudin,                | Ernest Guilbert          | Dans le jardin public                                                               | Représente Eugène Boudin. | À déterminer | 49° 25′ 23″ nord, 0° 14′ 00″ est | Buste d'Eugène Boudin                                                                           |
| Monument Albert Sorel,                | Jules Chaplain           | Sur la place entre le quai Saint-Étienne, le cours des fossés et la rue Montpensier | Représente Albert Sorel. Le médaillon original est fondu sous le régime de Vichy, dans le cadre de la mobilisation des métaux non ferreux. | 1922         | 49° 25′ 10″ nord, 0° 14′ 00″ est | Statue Albert Sorel                                                                             |
| Buste de Jean Doublet                 | À déterminer             | Intersection de la rue des Capucins et la rue Jean Doublet                          | Représente Jean Doublet. Érigé[Quand ?] dans le jardin des personnalités.                                                                  | À déterminer | 49° 25′ 18″ nord, 0° 13′ 47″ est | Buste de Jean Doublet                                                                           |
| Buste de Samuel de Champlain,         | Alphonse Camille Terroir | Au nord de la façade sud-est de la Lieutenance                                      | Représente Samuel de Champlain. La plaque commémorative en dessous du buste est installée en 1899.                                         | 1983         | 49° 25′ 16″ nord, 0° 14′ 01″ est | Buste de Samuel de Champlain                                                                    |
| Buste d'Albert Sorel                  | Christian Champagne      | Sur la place Albert Sorel                                                           | Représente Albert Sorel. | À déterminer | 49° 25′ 01″ nord, 0° 13′ 52″ est | Image manquante                                                                                 |
| Buste d'Erik Satie                    | Christian Champagne      | Dans le jardin des personnalités                                                    | Représente Erik Satie. | À déterminer | à géolocaliser                   | Buste d'Erik Satie(en) « Jardin des Personnalités à Honfleur », sur René et Peter van der Krogt |
| Buste de Lucie Delarue-Mardrus        | Christian Champagne      | Dans le jardin des personnalités                                                    | Représente Lucie Delarue-Mardrus. | À déterminer | à géolocaliser                   | Buste de Lucie Delarue-Mardrus                                                                  |
| Buste d'Alphonse Allais               | Christian Champagne      | Dans le jardin des personnalités                                                    | Représente Alphonse Allais. | À déterminer | à géolocaliser                   | Buste d'Alphonse Allais                                                                         |
| Buste de Binot Paulmier de Gonneville | Christian Champagne      | Dans le jardin des personnalités                                                    | Représente Binot Paulmier de Gonneville.                                                                                                   | À déterminer | à géolocaliser                   | Buste de Binot Paulmier de Gonneville                                                           |
| Buste de Samuel de Champlain          | Christian Champagne      | Dans le jardin des personnalités                                                    | Représente Samuel de Champlain. | À déterminer | à géolocaliser                   | Buste de Samuel de Champlain                                                                    |
| Buste d'Albert Sorel                  | Christian Champagne      | Dans le jardin des personnalités                                                    | Représente Albert Sorel. | À déterminer | à géolocaliser                   | Buste d'Albert Sorel                                                                            |
| Buste de Pierre Berthelot             | Christian Champagne      | Dans le jardin des personnalités                                                    | Représente Pierre Berthelot. | À déterminer | à géolocaliser                   | Buste de Pierre Berthelot                                                                       |
| Buste de Léon Leclerc                 | Christian Champagne      | Dans le jardin des personnalités                                                    | Représente Léon Leclerc. | À déterminer | à géolocaliser                   | Buste de Léon Leclerc                                                                           |
| Buste de Marie-Catherine d'Aulnoy     | Christian Champagne      | Dans le jardin des personnalités                                                    | Représente Marie-Catherine d'Aulnoy. | À déterminer | à géolocaliser                   | Buste de Marie-Catherine d'Aulnoy                                                               |
| Buste de Johan Barthold Jongkind      | Christian Champagne      | Dans le jardin des personnalités                                                    | Représente Johan Barthold Jongkind. | À déterminer | à géolocaliser                   | Buste de Johan Barthold Jongkind                                                                |
| Buste de Charles Baudelaire           | Christian Champagne      | Dans le jardin des personnalités                                                    | Représente Charles Baudelaire. | À déterminer | à géolocaliser                   | Image manquante                                                                                 |
| Buste de Claude Monet                 | Christian Champagne      | Dans le jardin des personnalités                                                    | Représente Claude Monet. | À déterminer | à géolocaliser                   | Buste de Claude Monet                                                                           |
| Buste de Charles V le Sage            | Christian Champagne      | Dans le jardin des personnalités                                                    | Représente Charles V le Sage. | À déterminer | à géolocaliser                   | Buste de Charles V le Sage                                                                      |
| Buste de Jean-Baptiste Colbert        | Jean-Marc de Pas         | Dans le jardin des personnalités                                                    | Représente Jean-Baptiste Colbert. | À déterminer | à géolocaliser                   | Buste de Jean-Baptiste Colbert                                                                  |
| Buste de Louis-Alexandre Dubourg      | Jean-Marc de Pas         | Dans le jardin des personnalités                                                    | Représente Louis-Alexandre Dubourg. | À déterminer | à géolocaliser                   | Image manquante                                                                                 |
| Buste d'Eugène Boudin                 | Jean-Marc de Pas         | Dans le jardin des personnalités                                                    | Représente Eugène Boudin. | À déterminer | à géolocaliser                   | Buste d'Eugène Boudin                                                                           |
| Buste d'Alexandre-Olivier Exquemelin  | Jean-Marc de Pas         | Dans le jardin des personnalités                                                    | Représente Alexandre-Olivier Exquemelin.                                                                                                   | À déterminer | à géolocaliser                   | Buste d'Alexandre-Olivier Exquemelin                                                            |
| Buste de Michel Serrault              | Jean-Marc de Pas         | Dans le jardin des personnalités                                                    | Représente Michel Serrault. | À déterminer | à géolocaliser                   | Image manquante                                                                                 |
| Buste de Françoise Sagan              | Jean-Marc de Pas         | Dans le jardin des personnalités                                                    | Représente Françoise Sagan. | À déterminer | à géolocaliser                   | Image manquante                                                                                 |
| Escargot géant                        | Annick Leroy             | Dans le jardin du tripot                                                            | | À déterminer | à géolocaliser                   | Image manquante                                                                                 |
| Kachtanka                             | Alexander Taratynov (nl) | Sur une pierre au milieu d'un étang dans le jardin public                           | | 2013         | à géolocaliser                   | Image manquante                                                                                 |

### Fontaines et puits
| Œuvre                   | Auteur           | Localisation                                                      | Notes             | Installation | Coordonnées                      | Illustration                               |
| ----------------------- | ---------------- | ----------------------------------------------------------------- | ----------------- | ------------ | -------------------------------- | ------------------------------------------ |
| Puits                   | À déterminer     | Sur la place du puits                                             | Inscrit MH (1930) | À déterminer | 49° 25′ 14″ nord, 0° 13′ 43″ est | Puits                                      |
| Obélisque               | À déterminer     | Sur la place Pierre Berthelot (anciennement place de l'Obélisque) |                   | 1827         | 49° 25′ 14″ nord, 0° 13′ 57″ est | Obélisque                                  |
| Fontaine                | À déterminer     | Dans le jardin public                                             |                   | À déterminer | 49° 25′ 23″ nord, 0° 13′ 57″ est | Fontaine                                   |
| Fontaine                | À déterminer     | Sur la place Albert Sorel                                         |                   | À déterminer | 49° 25′ 01″ nord, 0° 13′ 51″ est | Image manquante                            |
| Fontaine des Moulières, | Jean-Marc de Pas | Sur la place de la Porte de Rouen                                 |                   | 2004         | 49° 25′ 07″ nord, 0° 14′ 03″ est | Les Moulières ou Ramasseuses de Coquillage |
| Enfant au parapluie     | Annick Leroy     | Dans le jardin du tripot                                          |                   | À déterminer | à géolocaliser                   | Enfant au parapluie                        |
| 4 oies                  | Annick Leroy     | Dans le jardin du tripot                                          |                   | À déterminer | à géolocaliser                   | 4 oies                                     |

### Œuvres disparues
| Œuvre  | Auteur       | Localisation                                           | Notes          | Installation | Coordonnées    | Illustration |
| ------ | ------------ | ------------------------------------------------------ | -------------- | ------------ | -------------- | ------------ |
| Moumou | À déterminer | Sur une pierre au milieu d'un étang dans jardin public | Volée en 2011. | À déterminer | à géolocaliser | Moumou       |